# Mistrzostwa świata w szachach 2007

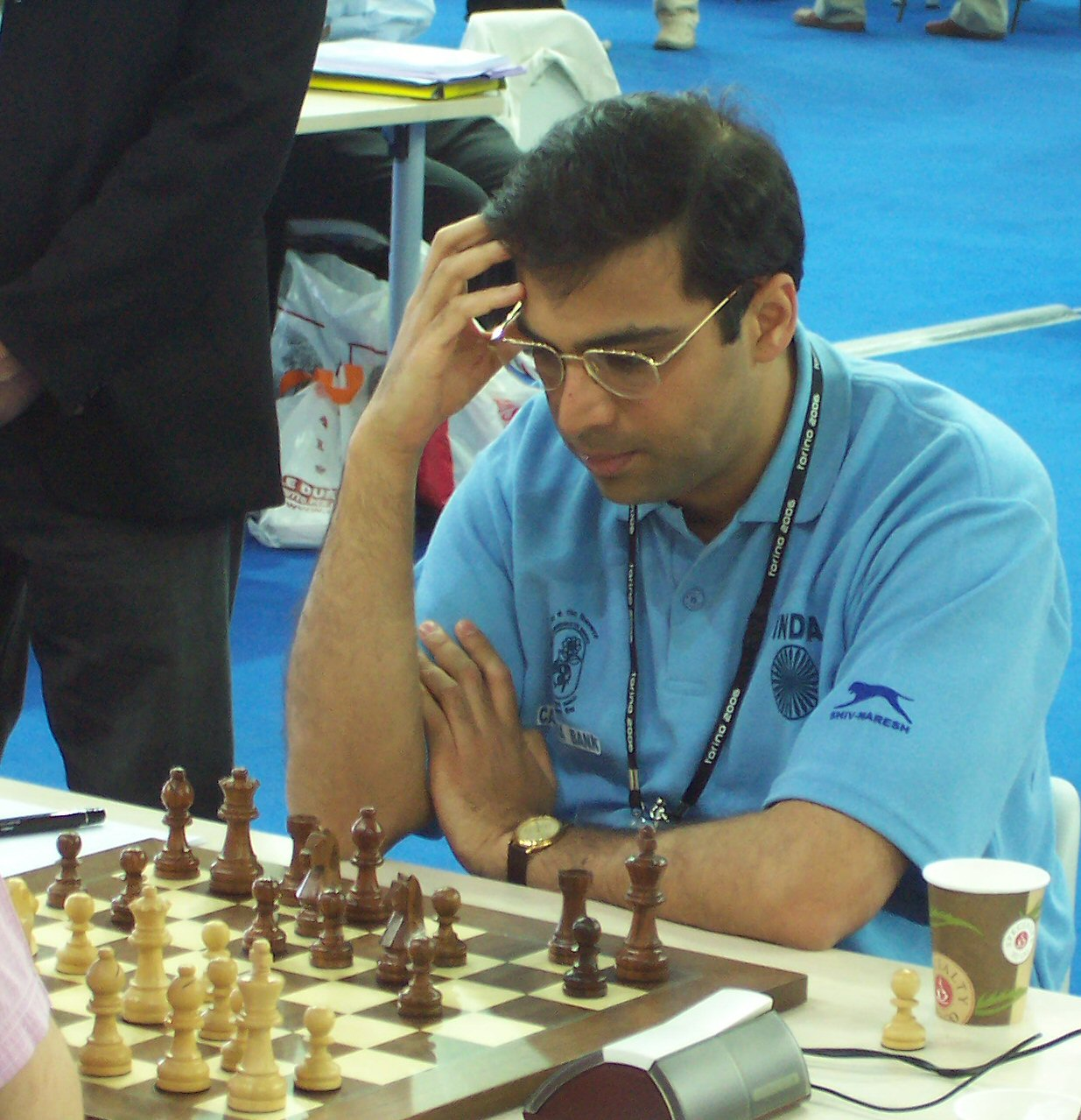
Zwycięzca turnieju,
Viswanathan Anand

Mistrzostwa świata w szachach 2007 rozegrane zostały w Meksyku w dniach 12 - 30 września 2007 roku. Zawodnicy rozegrali 14 rund systemem dwukołowym (po dwie partie między sobą).

## Opis
Uprawnieni do gry:
- Władimir Kramnik – mistrz świata 2006, (2769, nr 3 na liście rankingowej FIDE na dzień 1 lipca 2007)
- Viswanathan Anand – II miejsce w Mistrzostwach Świata 2005, rozegranych w San Luis (2792, nr 1)
- Piotr Swidler – III miejsce mistrzostwach świata 2005 (2735, nr 12)
- Aleksander Morozewicz – IV miejsce w mistrzostwach świata 2005 (2758, nr 5)
- Péter Lékó – awans z meczów pretendentów, rozegranych w roku 2007 w Eliście (2751, nr 7)
- Borys Gelfand – awans z meczów pretendentów (2733, nr 13)
- Lewon Aronian – awans z meczów pretendentów (2750, nr 8)
- Aleksander Griszczuk – awans z meczów pretendentów (2726, nr 14)

Kontrowersje wzbudzał brak w tym gronie Weselina Topałowa, zwycięzcy turnieju z roku 2005 i mistrza świata FIDE w latach 2005–2006. Z racji zajęcia I miejsca w tym turnieju był on uprawniony do startu, jednakże prawo to stracił przegrywając w roku 2006 w Eliście z Władimirem Kramnikiem mecz o tytuł absolutnego mistrza świata. Pod koniec maja 2007 federacja bułgarska wystosowała oficjalne pismo do FIDE z prośbą o dopuszczenie Topałowa do gry, ale nie przyniosło ono efektu.
Mistrzostwa zakończyły się zasłużonym zwycięstwem Viswanathana Ananda, który jako jedyny uczestnik nie przegrał żadnej partii i prowadził przez cały czas trwania turnieju, do IV rundy wraz z Władimirem Kramnikiem, a przez jedną rundę (VI) wraz z Borysem Gelfandem. Przełomową w turnieju była runda IX, w której obaj znajdujący się za Anandem arcymistrzowie przegrali swoje partie (Gelfand z Aleksandrem Griszczukiem, natomiast Kramnik z Aleksandrem Morozewiczem), co pozwoliło Anandowi uzyskać bezpieczną przewagę, którą utrzymał do końca.

## Tabela wyników
| Mce | Zawodnicy             | Ranking | 1   | 2   | 3   | 4   | 5   | 6   | 7   | 8   | Pkt |
| --- | --------------------- | ------- | --- | --- | --- | --- | --- | --- | --- | --- | --- |
| 1   | Viswanathan Anand     | 2792    | •   | ½ ½ | ½ ½ | ½ ½ | 1 ½ | ½ 1 | 1 ½ | 1 ½ | 9   |
| 2   | Władimir Kramnik      | 2769    | ½ ½ | •   | ½ ½ | ½ 1 | ½ ½ | 1 0 | ½ 1 | ½ ½ | 8   |
| 3   | Borys Gelfand         | 2733    | ½ ½ | ½ ½ | •   | ½ ½ | ½ ½ | 1 ½ | 1 1 | ½ 0 | 8   |
| 4   | Peter Leko            | 2751    | ½ ½ | ½ 0 | ½ ½ | •   | ½ ½ | ½ 1 | 0 ½ | ½ 1 | 7   |
| 5   | Piotr Swidler         | 2735    | 0 ½ | ½ ½ | ½ ½ | ½ ½ | •   | 0 ½ | ½ ½ | ½ 1 | 6½  |
| 6   | Aleksander Morozewicz | 2758    | ½ 0 | 0 1 | 0 ½ | ½ 0 | 1 ½ | •   | ½ ½ | 0 1 | 6   |
| 7   | Lewon Aronian         | 2750    | 0 ½ | ½ 0 | 0 0 | 1 ½ | ½ ½ | ½ ½ | •   | ½ 1 | 6   |
| 8   | Aleksander Griszczuk  | 2726    | 0 ½ | ½ ½ | ½ 1 | ½ 0 | ½ 0 | 1 0 | ½ 0 | •   | 5½  |

## Tabela postępowa
| Nr | Zawodnicy             | Ranking | 1 | 2  | 3  | 4  | 5  | 6  | 7  | 8  | 9  | 10 | 11 | 12 | 13 | 14 |
| -- | --------------------- | ------- | - | -- | -- | -- | -- | -- | -- | -- | -- | -- | -- | -- | -- | -- |
| 1  | Władimir Kramnik      | 2769    | ½ | 1½ | 2  | 2½ | 3  | 3½ | 4  | 4½ | 4½ | 5  | 5½ | 6½ | 7  | 8  |
| 2  | Aleksander Morozewicz | 2758    | ½ | ½  | 1½ | 2  | 2  | 2  | 2½ | 3  | 4  | 4½ | 4½ | 5½ | 5½ | 6  |
| 3  | Viswanathan Anand     | 2792    | ½ | 1½ | 2  | 2½ | 3½ | 4  | 5  | 5½ | 6  | 6½ | 7½ | 8  | 8½ | 9  |
| 4  | Aleksander Griszczuk  | 2726    | ½ | 1  | 1½ | 2  | 3  | 3½ | 3½ | 3½ | 4½ | 4½ | 5  | 5  | 5½ | 5½ |
| 5  | Peter Leko            | 2751    | ½ | 1  | 1½ | 1½ | 2  | 2½ | 3  | 4  | 4½ | 5  | 5½ | 5½ | 6½ | 7  |
| 6  | Borys Gelfand         | 2733    | ½ | 1  | 1½ | 2  | 3  | 4  | 4½ | 5  | 5  | 5½ | 6  | 7  | 7½ | 8  |
| 7  | Lewon Aronian         | 2750    | ½ | ½  | 1  | 2  | 2  | 2½ | 3  | 3½ | 4  | 5  | 5½ | 5½ | 6  | 6  |
| 8  | Piotr Swidler         | 2735    | ½ | 1  | 1  | 1½ | 1½ | 2  | 2½ | 3  | 3½ | 4  | 4½ | 5  | 5½ | 6½ |

## Wyniki rundowe
| Runda     | Zawodnicy                                                                               | Wynik           | ECO             |
| --------- | --------------------------------------------------------------------------------------- | --------------- | --------------- |
| I 13.09   | V.Anand - B.Gelfand W.Kramnik - P.Swidler A.Morozewicz - L.Aronian A.Griszczuk - P.Leko | ½               | C42 D43 E12 C88 |
| II 14.09  | L.Aronian - V.Anand B.Gelfand - A.Griszczuk W.Kramnik - A.Morozewicz P.Swidler - P.Leko | 0 - 1 ½ 1 - 0 ½ | D43 E15 E04 C89 |
| III 15.09 | A.Morozewicz - P.Swidler V.Anand - W.Kramnik A.Griszczuk - L.Aronian P.Leko - B.Gelfand | 1 - 0 ½         | C45 C42 C88 C42 |
| IV 16.09  | P.Swidler - B.Gelfand L.Aronian - P.Leko W.Kramnik - A.Griszczuk A.Morozewicz - V.Anand | ½ 1 - 0 ½       | C42 A33 E06 D47 |
| V 18.09   | V.Anand - P.Swidler A.Griszczuk - A.Morozewicz P.Leko - W.Kramnik B.Gelfand - L.Aronian | 1 - 0 ½ 1 - 0   | C89 D38 C24 E00 |
| VI 19.09  | A.Griszczuk - P.Swidler P.Leko - V.Anand B.Gelfand - A.Morozewicz L.Aronian - W.Kramnik | ½ 1 - 0 ½       | D43 C78 E17 E06 |
| VII 20.09 | P.Swidler - L.Aronian W.Kramnik - B.Gelfand A.Morozewicz - P.Leko V.Anand - A.Griszczuk | ½ 1 - 0         | C69 D43 C45 C88 |

| Runda      | Zawodnicy                                                                               | Wynik         | ECO             |
| ---------- | --------------------------------------------------------------------------------------- | ------------- | --------------- |
| VIII 21.09 | B.Gelfand - V.Anand P.Swidler - W.Kramnik L.Aronian - A.Morozewicz P.Leko - A.Griszczuk | ½ 1 - 0       | E06 C42 E17 C88 |
| IX 23.09   | V.Anand - L.Aronian A.Griszczuk - B.Gelfand A.Morozewicz - W.Kramnik P.Leko - P.Swidler | ½ 1 - 0 ½     | C89 E21 A34 B90 |
| X 24.09    | P.Swidler - A.Morozewicz W.Kramnik - V.Anand L.Aronian - A.Griszczuk B.Gelfand - P.Leko | ½ 1 - 0 ½     | B17 D43 D30 E06 |
| XI 25.09   | B.Gelfand - P.Swidler P.Leko - L.Aronian A.Griszczuk - W.Kramnik V.Anand - A.Morozewicz | ½ 1 - 0       | A15 E15 C43 B90 |
| XII 27.09  | P.Swidler - V.Anand A.Morozewicz - A.Griszczuk W.Kramnik - P.Leko L.Aronian - B.Gelfand | ½ 1 - 0 0 - 1 | C88 A28 E06 D43 |
| XIII 28.09 | L.Aronian - P.Swidler B.Gelfand - W.Kramnik P.Leko - A.Morozewicz A.Griszczuk - V.Anand | ½ 1 - 0 ½     | A29 D47 B67 D43 |
| XIV 29.09  | P.Swidler - A.Griszczuk V.Anand - P.Leko A.Morozewicz - B.Gelfand W.Kramnik - L.Aronian | 1 - 0 ½ 1 - 0 | B90 C89 C42 E15 |